# Соловьи
„Соловьи“ е руска военна песен, от времето на Великата отечествена война 1941 – 1954 година. Известна е с няколкото строфи от нея „...соловьи не тревожьте солдат...“
Песента е създадена в края на тежките дни на войната и вероятно като никоя друга подобна песен, тя строго и просто, лирично и искрено изразява това, което е било в душата на всеки войник в дните, когато победата над Третия райх вече е близо, а войната още не е завършила. Тази песен се появява на фронта в началото на пролетта на 1945 г. и веднага печели сърцата на войниците с необикновеното си очарование.
| „ | Беше в края на 1944 г. Соловьов-Седой, който пристигна в столицата за кратко, отседна в хотел „Москва“. Една сутрин вратата на стаята му се отвори и на прага се появи Фатянов, елегантен, усмихнат, с медал върху избеляла гимнастьорка. Оказва се, че току-що е пристигнал от освободения от нашите войски унгарски град Секешфехервар (получил е отпуск за няколко дни) и е донесъл със себе си стихове, писани на фронта. Сред тях бяха Славеите. | “ |

Автори на „Соловьи“ са: музика Василий Соловьов-Седой, текст Алексей Фатянов.

## Изпълнители
- Дмитрий Хворостовски
- Ансамбъл за песни и танци на Руската армия „Александър Александров“
- Евгений Беляев